# Juan Bautista Stiehle

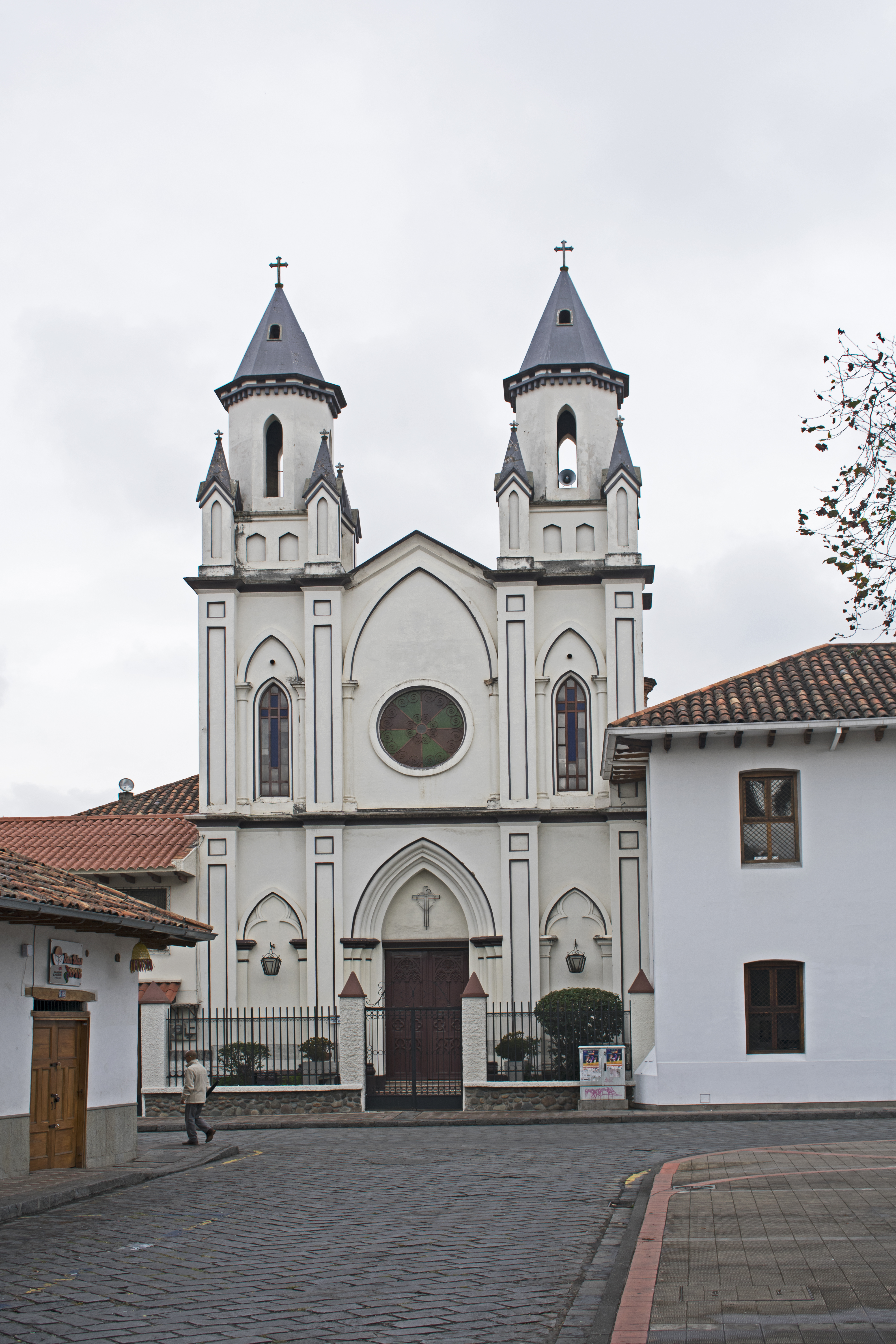
Iglesia Buen Pastor, Cuenca (1892)

Juan B. Stiehle (Dächingen, Reino de Wurtemberg, 1 de junio de 1829 -- Cuenca, Ecuador, 20 de enero de 1899) fue un religioso redentorista y arquitecto alemán que vivió gran parte de su vida en Ecuador. En 1885 el padre Stiehle recibió por encargo trazar los planos para la catedral de Cuenca, la misma que dirigió hasta su muerte en 1899. Este sacerdote también fue el arquitecto de la Iglesia de San Alfonso, Cuenca y la Basílica menor del Señor de los Milagros de Buga.
El Hermano Juan fue quien construyó parte de la ciudad, dándole una fisionomía nueva con edificaciones de gusto francés. De ahí se puede deducir el llamado "afrancesamiento" en las construcciones de Cuenca.